# Maître de la Toison d'or de Vienne et de Copenhague
Le Maître de la Toison d'or de Vienne et de Copenhague désigne par convention un enlumineur actif entre 1470 et 1480 à Bruges et peut-être à Lille. Il doit son nom à ses peintures dans une Histoire de la Toison d'or de Guillaume Fillâtre aujourd'hui conservée aux Archives d'État autrichiennes à Vienne et à la Bibliothèque royale à Copenhague.

## Éléments biographiques

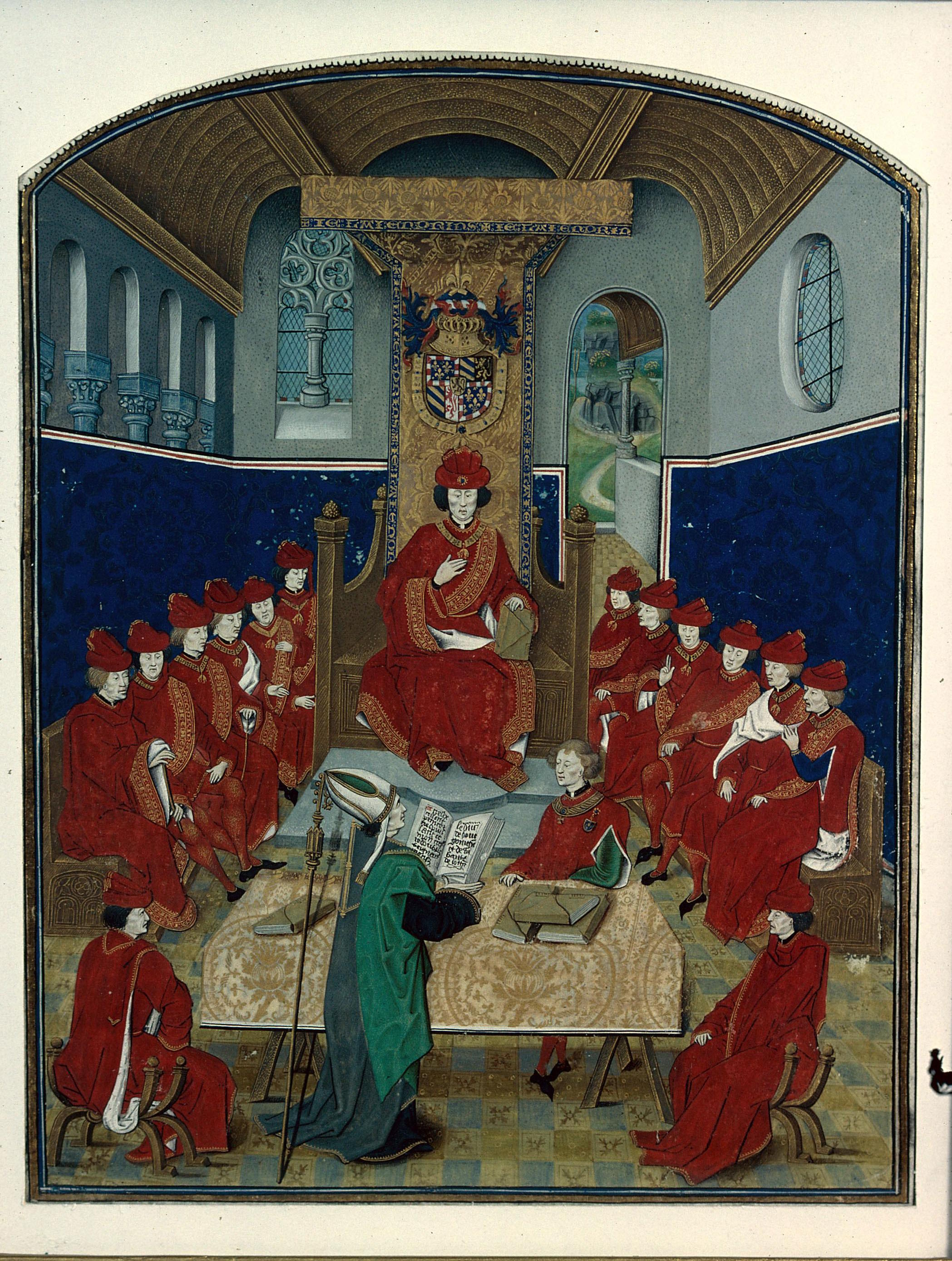
Histoire de la toison d'or de Guillaume Filastre, Dijon, Ms.2948

Le nom de convention de cet enlumineur a été forgé en 2009 par Ilona Hans-Collas et Pascal Schandel à partir de son manuscrit principal, resté inachevé et aujourd'hui dispersé entre Vienne, Copenhague, Dijon et Épinal. Il s'agit d'une commande prestigieuse de Guillaume Fillâtre, chancelier de l'ordre de la Toison d'or et auteur d'une histoire de l'ordre destinée à Charles le Téméraire, qu'il a laissé inachevée à sa mort en 1473. L'artiste a travaillé par ailleurs pour d'autres clients prestigieux : Charles le Téméraire lui-même, Édouard IV, Antoine de Bourgogne, Louis de Gruuthuse, Jean II de Croÿ. Il collabore à ces occasions avec des enlumineurs brugeois comme Willem Vrelant, Philippe de Mazerolles, Loyset Liédet et le Maître du Wavrin de Londres.
Plusieurs indices tendent à faire penser qu'il a été actif non seulement à Bruges mais aussi à Lille. Il a enluminé des livres écrits par des copistes lillois tels que Jean Du Quesne. Il a travaillé pour des commanditaires eux aussi lillois comme Guillaume de Ternay, prévôt de la ville, ou l'hôpital Notre-Dame de Seclin. Plusieurs de ses manuscrits ont été reliés par un relieur lillois, Vincent Gohon. Enfin, il a collaboré avec un enlumineur installé dans la même ville, le Maître aux grisailles fleurdelisées.

## Style

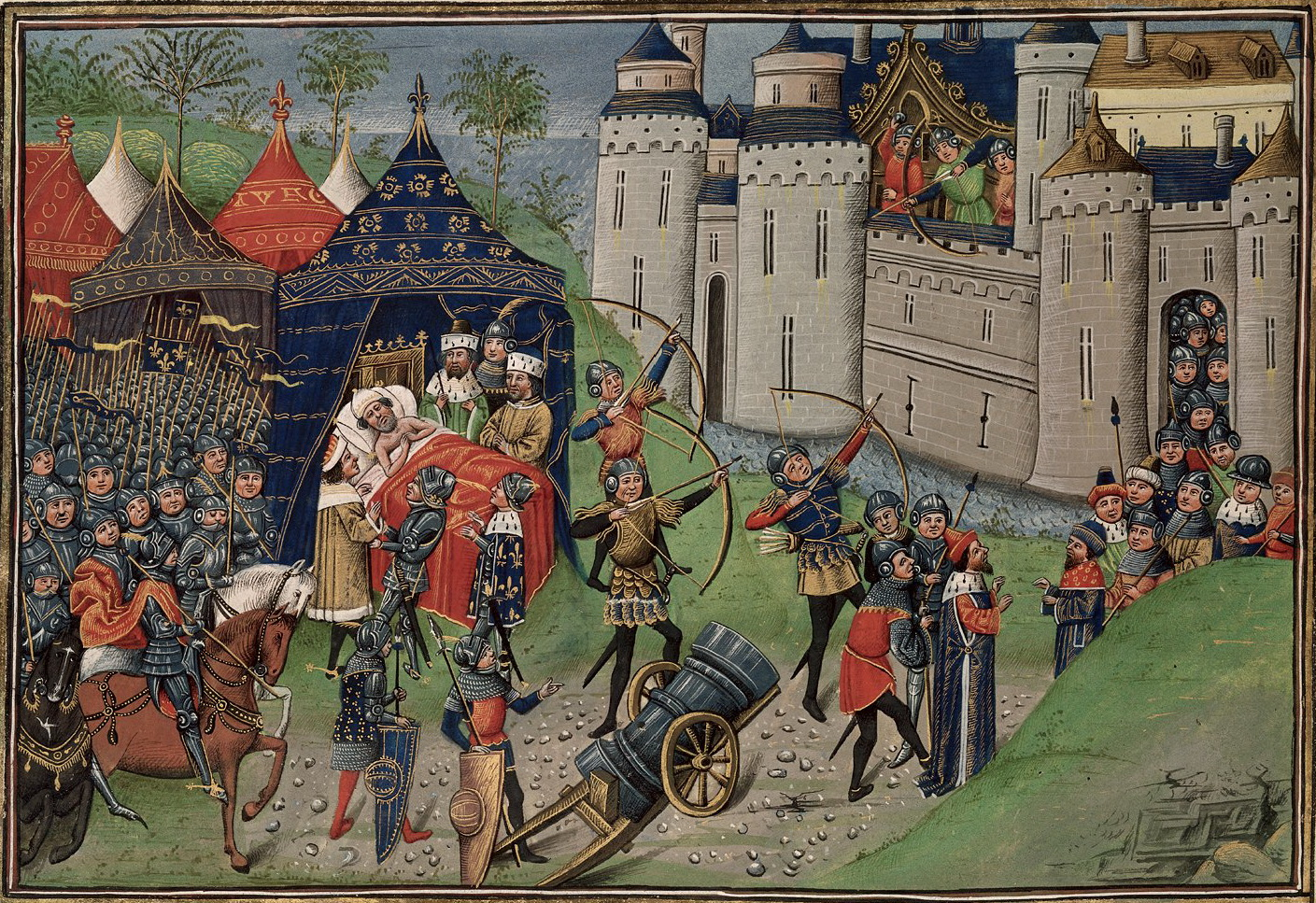
La mort de Duguesclin, British Library, Royal 14 E IV f. 47v.

Son style est marqué par des personnages à l'allure stéréotypée : le crâne bien visible, des visages marqués, émaciés avec des pommettes saillantes, de yeux qui louchent. Leur chapeau sont généralement enfoncés sur la tête. Ses paysages sont constitués d'empilements d'éléments architecturaux sans aucune recherche de perspective. Il multiplie les détails qui remplissent les vues intérieures ou extérieures, dans des compositions qui rappellent la tapisserie flamande de cette période. Cette caractéristique pourrait indiquer que l'artiste a été cartonnier. Il a aussi réalisé plusieurs bordures, toujours du même type : soit des acanthes multicolores combinées à des courges et de gesses et accompagnées d'animaux hybrides et d'oiseaux, soit des acanthes bicolores et rondes avec les mêmes animaux.

## Œuvres attribuées

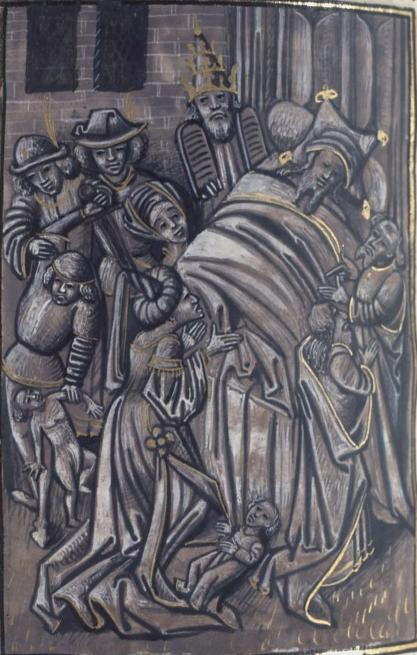
Chronique de Baudouin d’Avesnes, BNF, Fr.279

- Histoire de la Toison d'or de Guillaume Fillâtre pour Charles le Téméraire, 1468-1473, fragment du tome 1 à la Bibliothèque municipale de Dijon, Ms.2948 (frontispice) et au Musée de l'image d’Épinal, inv.343-344 (2 feuillets), le tome 2, Archives d'État autrichiennes à Vienne, Archives de l'ordre de la Toison d'or, Ms.2 et tome 3, Bibliothèque royale à Copenhague, Ms.Thott 465 2°
- Livre des trésors de Brunetto Latini, destiné à Louis de Gruuthuse, 3 miniatures en semi-grisaille, Bibliothèque nationale de France, Fr.191
- Chronique de Baudouin d'Avesnes, destiné à Jean II de Croÿ, 25 miniatures du maître, Bibliothèque royale de Belgique, ms.9277
- Chronique de Baudouin d'Avesnes, destinée à Louis de Gruuthuse, plusieurs miniatures du maître en collaboration avec le Maître aux grisailles fleurdelisées (1 miniature), BNF, Fr.279
- Chroniques de Pise pour Guillaume de Ternay, prévôt de Lille, en collaboration avec le Maître aux grisailles fleurdelisées, Universitäts- und Landesbibliothek Darmstadt (de), Darmstadt, Ms.133
- Régime des princes destiné à Louis de Gruuthuse, Bibliothèques de Rennes, ms.153
- Doctrine du disciple de sapience, destiné à Antoine de Bourgogne, miniatures en grisaille, Bibliothèque d'État de Bavière, ms.Gall.28
- Guerres puniques de Jean Le Bègue, destiné à Louis de Gruuthuse, miniature de présentation, BNF, Fr.724
- La Cité de Dieu, miniature de frontispice, British Library, Royal 14 D I[3]
- Recueil des croniques d’Engleterre de Jean de Wavrin destiné à Édouard IV, en collaboration avec le Maître aux inscriptions blanches et le Maître d'Édouard IV, BL, Royal 14 E IV[4]
- Recueil des croniques d’Engleterre destiné à Antoine de Bourgogne, quelques miniatures et bordures, en collaboration avec le Maître de Rambures, Bibliothèque bodléienne, Oxford, Ms.Laud.Misc.653[5]
- Recueil des croniques d’Engleterre destiné à Édouard IV, quelques bordures, en collaboration avec le Maître du Wavrin de Londres, BL, Royal 15 E IV[6]
- Recueil des croniques d’Engleterre destiné à Louis de Gruuthuse, un seul encadrement, BNF, Fr.79 (f.1)
- Chroniques de Froissart destinées à Guillaume de Ternay, bordures, BRB, Ms.IV 467
- Chroniques de Froissart destinées à Antoine de Bourgogne, bordures, en collaboration avec Liévin van Lathem, Bibliothèque d'État de Berlin, ms.Dépôt Breslau I
- Légende dorée, destinée à Jean IV d'Auxy, semi-grisailles en collaboration avec Willem Vrelant, Philippe de Mazerolles et Loyset Liédet, entre autres, Morgan Library and Museum, New York, M.672-675[7] et bibliothèque municipale de Mâcon, ms.3
- Règle de saint Augustin et constitutions de l'hôpital Notre-Dame de Seclin, frontispice, Archives de l'hôpital